# Óscar López Arias (actor)
Óscar Rubén López Arias (Lima, 16 de septiembre de 1977) es un actor y presentador peruano.

## Biografía
Egresado de los talleres de formación actoral de Roberto Ángeles y Alberto Ísola, debutó en la televisión en un corto rol en la telenovela La rica Vicky. Posteriormente participó en obras de teatro como Macbeth, Caín, Cristo Light (Dir. Diego La Hoz) y Los cachorros; y en las telenovelas Que buena raza y Eva del Edén.
En 2006 actuó en las obras de teatro Ópera, Super Popper y Casi un ángel, y en la televisión participó en la telenovela Amores como el nuestro y las miniseries Vírgenes de la cumbia 2, Pide un milagro y Tiro de gracia. En 2007 participó en las miniseries Por la Sarita y Yuru, la princesa amazónica. Laboró como reportero y copresentador del programa Ayer y hoy (segmento El gran cambio de tu vida), y debutó como presentador en el programa ecológico Proyecto.
Se casó en 2006 con la actriz Daniela Sarfati, con quien tiene un hijo, aparte del primero fruto de una relación anterior. Se hizo pública su separación en 2013. Años después se reconciliaron y retomaron su relación.
En 2008 actuó en la película Vidas paralelas, y en teatro en las obras El mentiroso y en Arsénico y encaje antiguo (Arsenic and Old Lace de Joseph Kesselring). En 2009 apareció en el filme Cu4tro, del director Frank Pérez-Garland. En teatro, actuó en la obra La Chunga –adaptación del libro de Mario Vargas Llosa– como Josefino.
En 2010 actuó en la telenovela Los exitosos Gome$, y el año siguiente en Lalola. También participó en las miniseries para América Televisión.
En 2012, Óscar actuó en la telenovela La Tayson, corazón rebelde como Rocky. Como parte del elenco de la obra Crónica de una muerte anunciada (presentada en 2011 en Lima), El elenco viajó a Colombia para presentar la obra en el XIII Festival Iberoamericano de Teatro de Bogotá, que se mostró del 30 de marzo al 2 de abril.
El primer semestre de 2012 protagonizó Puertas comunicantes (adaptación de Communicating Doors de Alan Ayckbourn). Terminada la temporada, protagoniza la obra La fiaca de Ricardo Talesnik, bajo la dirección de Giovanni Ciccia. El mismo año laboró como copresentador del reality show El gran show, junto a Gisela Valcárcel. Seguidamente actuó en la obra ¿Qué tortura?, bajo la dirección de David Carrillo. A fines de año apareció en la miniserie La reina de las carretillas.
Su siguiente trabajo para el cine será la película Magallanes, dirigida por Salvador del Solar, a estrenarse en 2014.
En 2013, Óscar actuó en la obra Un sombrero de paja de Italia. También participó en la lectura dramatizada Sobre lobos de Sala de Parto de Teatro La Plaza.
Desde 2019 hasta la actualidad es conductor del programa Noche de patas al lado de Rodrigo Sánchez Patiño y Gonzalo Revoredo, por el canal web No Somos TV.

## Créditos
| Televisión    | Televisión                           | Televisión               | Televisión                             |
| Año           | Título                               | Rol                      | Notas                                  |
| ------------- | ------------------------------------ | ------------------------ | -------------------------------------- |
| 1998          | La rica Vicky                        | N/A                      | Reparto                                |
| 2002–03       | Que buena raza                       | Dosson                   | Reparto                                |
| 2004          | Eva del Edén                         | Padre Diego de Ortún     | Reparto                                |
| 2005          | Nunca te diré adiós                  | Juan Rusián              | Reparto                                |
| 2005          | Viento y arena                       | Ramón                    | Antagonista                            |
| 2005          | Detrás del crimen                    | Fernando de Romaña       | Episodio "Calígula, el ángel vengador" |
| 2006          | Amores como el nuestro               | Santiago Rey             | Antagónico                             |
| 2006          | Vírgenes de la cumbia 2              | Joseph                   | Reparto                                |
| 2006          | Pide un milagro                      | Lince                    | Reparto                                |
| 2006          | Tiro de Gracia                       | Arturo Palomino          | Reparto                                |
| 2007          | Por la Sarita                        | Pandora                  | Reparto                                |
| 2007          | Yuru, la princesa amazónica          | Charly Pino              | Protagonista                           |
| 2007          | Ayer y hoy                           | Copresentador/Reportero  | -                                      |
| 2007          | Proyecto                             | Presentador              | Reparto                                |
| 2009          | Clave uno: médicos en alerta         | Dr. Arturo Córdova       | Antagonista                            |
| 2009          | Clave uno: médicos en alerta 2       | Dr. Arturo Córdova       | Antagonista                            |
| 2010          | Los exitosos Gome$                   | Diego Planes             | Antagonista                            |
| 2011          | Yo no me llamo Natacha               | Marco                    | Protagonista                           |
| 2011          | Mercado de los milagros              | Arturo                   | Reparto                                |
| 2011          | Lalola                               | Sergio                   | Reparto                                |
| 2011–12       | Gamarra                              | Marlon Brandon Camino    | Reparto                                |
| 2011–12       | Yo no me llamo Natacha 2             | Marco                    | Protagonista                           |
| 2012          | La Tayson, corazón rebelde           | Rocky "Morgan"           | Reparto                                |
| 2012          | El gran show                         | Copresentador            | -                                      |
| 2012–13       | La reina de las carretillas          | Lázaro                   | Antagónico                             |
| 2013          | Derecho de familia                   | José                     | 1 episodio                             |
| 2013–17       | Bien por casa                        | Presentador              | -                                      |
| 2014          | 7 perros                             | Chusco                   | Reparto                                |
| 2017          | Pensión Soto                         | Robert Hurtado de Falcao | Reparto                                |
| 2019          | Yo soy                               | Presentador              |                                        |
| 2019–2020     | Yo soy Kids                          | Presentador              | -                                      |
| 2019–presente | Noche de patas                       | Presentador              |                                        |
| 2022          | Arriba mi gente                      | Presentador              | -                                      |
| Películas     |                                      |                          |                                        |
| Año           | Título                               | Rol                      | Notas                                  |
| 2008          | Vidas paralelas                      | Felipe Cano              | Protagonista                           |
| 2009          | Cu4tro                               | Tony                     | Reparto                                |
| 2014          | F-27                                 | Lalo                     | Protagonista                           |
| 2014          | Japy ending                          | Emilio                   | Protagonista                           |
| 2015          | Magallanes                           |                          | Reparto                                |
| 2018          | Involucrados, el precio de la misión | Lucas                    |                                        |
| 2019          | Django: sangre de mi sangre          | Colorao                  |                                        |
| Teatro        |                                      |                          |                                        |
| Año           | Título                               | Rol                      | Notas                                  |
| 2001          | Macbeth                              | Bruja                    |                                        |
| 2001          | Laberinto de Monstruos               | Memo                     |                                        |
| 2002          | Caín                                 | Abel                     |                                        |
| 2004          | Parias                               | Van                      |                                        |
| 2005          | Cristo Light                         | Cristo                   | Rol principal                          |
| 2005          | Los cachorros                        | "Pichulita" Cuéllar      | Rol principal                          |
| 2005          | Azul resplandor                      | Giancarlo "El actor"     | Teatro Británico                       |
| 2005          | Julio César                          | Octavio                  |                                        |
| 2005          | Tus amigos nunca te harían daño      | Mario                    |                                        |
| 2006          | Ópera                                | Michel                   |                                        |
| 2006          | Super Popper                         | Aguja                    | Auditorio ICPNA de Miraflores          |
| 2006          | Casi un ángel                        | Ernesto                  |                                        |
| 2008          | El mentiroso                         | Lelio                    |                                        |
| 2008          | Arsénico y encaje antiguo            | Teddy Brewster           | Teatro Mario Vargas Llosa              |
| 2009          | La Chunga                            | Josefino                 | Teatro Mario Vargas Llosa              |
| 2010          | El celular de un hombre muerto       | Gordon                   | Teatro Mario Vargas Llosa              |
| 2011          | La tercera edad de la juventud       | Ivan                     | Teatro Mario Vargas Llosa              |
| 2011–12       | Crónica de una muerte anunciada      | Pedro Vicario            | Teatro Británico                       |
| 2012          | Puertas comunicantes                 | Julian                   | Teatro Larco                           |
| 2012          | La fiaca                             | Néstor Vignale           | Rol principal, Teatro Larco            |
| 2012–13       | ¿Qué tortura?                        | Reverendo Mike           | Teatro Larco, 2 temporadas             |
| 2013          | Un sombrero de paja de Italia        | Ferdinand                | Teatro Larco                           |
| 2013          | Razones para ser bonita              |                          | Teatro de Lucía                        |
| 2018          | Dos más dos                          |                          | Teatro Luigi Pirandello                |
| 2023          | Como aprendí a manejar               |                          | Auditorio ICPNA de Miraflores          |
| 2025          | Actos consentidos                    |                          | Teatro La Plaza                        |
| 2025          | Laponia                              |                          | Teatro NOS - PUCP                      |

## Premios y nominaciones
| Año  | Premio                       | Categoría         | Trabajo                    | Resultado |
| ---- | ---------------------------- | ----------------- | -------------------------- | --------- |
| 2012 | Premios Luces de El Comercio | Mejor actor de TV | La Tayson, corazón rebelde | Nominado  |